# Stora ryska encyklopedin

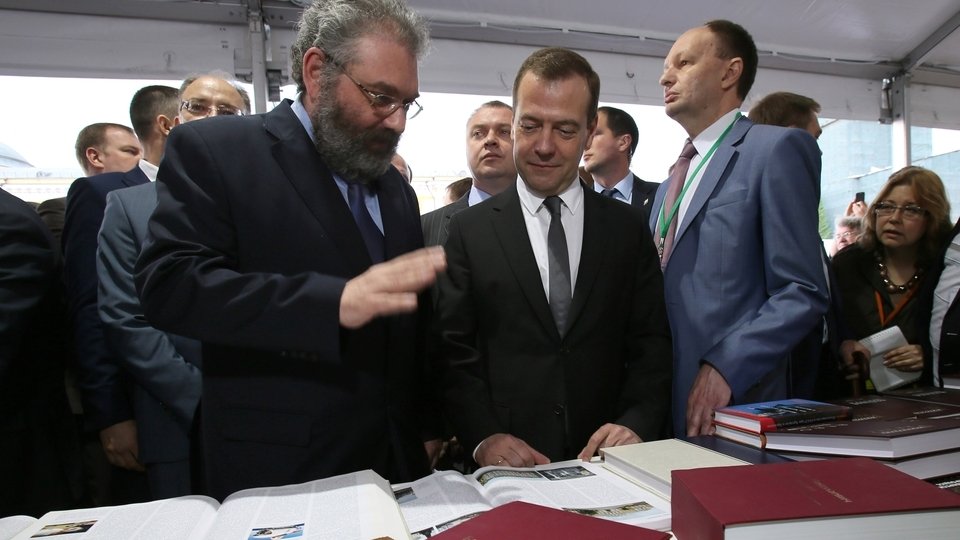
Sergei Kravets presenterar Stora ryska encyklopedin för Dmitrij Medvedev.

Stora ryska encyklopedin (ryska: Большая российская энциклопедия eller БРЭ, translittererad som Bolsjaja rossijskaja entsiklopedija) är en rysk encyklopedi om totalt 35 volymer, som publicerats sedan 2004 av Bolsjaja rossijskaja entsiklopedija-förlaget. Den ges ut i samarbete med Rysslands Vetenskapsakademi (RVA) efter att president Vladimir Putin 2002 skrev under presidentdekret №1156.
Encyklopedin stod färdig 2017 i tryckt form, med olika digitala versioner under utveckling. Rysslands regering planerade också att skapa ett nationellt forskningscenter och utbildningscenter för Stora ryska encyklopedin. Den nya onlineportalen var tänkt att kosta cirka 300 miljoner svenska kronor. Uppdateringar väntades mellan 2020 och 2022, men 2024 meddelades att finansieringen för projektet dragits in av Rysslands statsledning. 

## Historia

### Tryckta versionen
Huvudredaktör för uppslagsverket har varit Jurij Osipov, ordförande för Rysslands Vetenskapsakademi. Redaktionen har bestått av drygt 80 medlemmar av akademin, inkluderat nobelpristagarna Zjores Alfjorov och Vitalij Ginzburg.
Den första volymen 2004 var en introduktionsvolym helt ägnad åt Ryssland. 35 volymer senare var encyklopedin komplett år 2017, med volymer som täckte det ryska alfabetiska spannet från "A" till "Я". RVA planerar att leverera en uppdaterad version vart femte år, även om detta eventuellt inte kommer att ske i tryckt skick.
Verket är en direkt uppföljare till Stora sovjetencyklopedin men med "ny politisk karaktär". Verket är även en konsekvens av att man inte anser att Wikipedia utgör en trovärdig källa. Den nationalistiska karaktären hos uppslagsverket och målsättningen att vilja ersätta informationskällor likt Wikipedia med den digitala versionen av encyklopedin, har lett till kritik från omvärlden.

### Internetversion
2016 utreddes möjligheterna att utveckla Stora ryska encyklopedin till vad som kallades en mer tillförlitlig ersättning till Wikipedia, och 2019 tillsattes statliga medel motsvarande 250 miljoner kronor för syftet. Målsättningen var dock inte att låta användarna skriva artiklarna, utan planen var att experter skulle skriva artiklarna. Parallellt med utvecklandet av den Rysslandsstyrda encyklopedin pågick då utvecklingen av ett ryskt domännamnssystem, med målet att göra den ryska delen av Internet mer oberoende.
En onlineversion av БРЭ offentliggjordes 2022. De drygt 100 000 artiklarna lästes enligt uppgift cirka 4 miljoner gånger per månad (att jämföra med knappt 100 miljoner visningar månatligen på ryskspråkiga Wikipedia), och fortsatt produktutveckling utlovades. 17 juni 2024 meddelade redaktionen dock att man tvingats stoppa verksamheten, sedan den nödvändiga finansieringen från statsbudgeten uteblivit. De 300 redaktionsmedlemmarna hade då arbetat utan lön sedan början av året, och tusentals anknutna skribenter saknade ersättning för sitt skrivande. Ingen förklaring har kommit från den ryska staten, men det är känt att Rysslands statsbudget påverkats i grunden av det pågående anfallskriget mot Ukraina. Ännu i mitten av augusti samma år var dock webbplatsen på adress bigenc.ru nåbar för internetsurfare.
Samtidigt som finansieringen för onlineversionen av БРЭ hållits inne har en alternativ internetencyklopedi på ryska lanserats. I juni 2023 lanserades Ruwiki som en avknoppning av ryskspråkiga Wikipedia och med det mesta av det uppslagsverkets artiklar, tack vare den fria licens som materialet på Wikipedia är publicerat under. Grundaren av Ruwiki är Vladimir Medejko, en mångårig skribent på ryskspråkiga Wikipedia som lämnade det projektet tidigare samma år. Kritiker av Ruwiki, som nogsamt undviker Kreml-kritisk information i sina artiklar runt det rysk-ukrainska kriget, menar att lanseringen av Ruwiki förebådar en kommande blockering av Wikipedia i Ryssland.